# Секст Корнелий Репентин
Секст Корнелий Репентин (на латински: Sextus Cornelius Repentinus) е римски конник и преториански префект по времето на императорите Антонин Пий (упр. 138 – 161) и Марк Аврелий (161 – 180).
Произлиза от Сцилиум в Северна Африка (днес в Тунис) от род Корнелии. Той е първо данъчен служител (advocatus fisci) и става преториански префект по времето на императорите Антонин Пий и Марк Аврелий. Получава ранга clarissimus vir.
Неговият син вероятно е Корнелий Репентин, който се жени за Дидия Клара, дъщеря на римския император Дидий Юлиан (упр. 193).